# جهان‌پهلوان (فیلم)
جهان‌پهلوان (فیلم) فیلمی به کارگردانی و نویسندگی اسماعیل ریاحی ساختهٔ سال ۱۳۴۵ است.

## خلاصه داستان
فرامرز، فرزند خانواده ي سرور ديوان، با دختري روستايي به نام مريم ازدواج مي كند و صاحب فرزندي مي شوند و نام او را ليلا مي گذارند. سرور ديوان كه مخالف اين وصلت بوده است فرامرز را از خود مي راند. فرامرز در موقع رانندگي به دره سقوط مي كند و مي ميرد. سرور ديوان به كمك عمو حسن ليلا را به عنوان تنها يادگار پسرش مي دزدد، و با آتش زدن كلبه ي مريم وانمود مي كند كه ليلا در آتش سوخته است. پانزده سال بعد، عمو حسن، در بستر مرگ واقعيت را به مريم مي گويد و او راهي شهر مي شود. در راه چند جوان آس و پاس مي خواهند پول هاي او را بربايند كه اكبر جهان پهلوان و آقا دايي به كمكش مي آيند و او را به خانه ي خود مي برند. آنها از طريق دفترچه ي تلفن خانه ي سرور ديوان را پيدا مي كنند و اكبر در تماس با آنها متوجه مي شود كه جوان شروري به نام هاشم براي به ارث بردن ثروت سرور ديوان تصميم به ازدواج با لي لي دارد. پس از روشن شدن ماجرا هاشم چند نفر را اجير مي كند تا مريم را از سر راه خود بردارند. اكبر مريم را نجات مي دهد و هاشم به دست پليس گرفتار مي شود. لي لي پس از روشن شدن ماجرا تصميم مي گيرد در كنار مادرش با اكبر زندگي تازه اي را آغاز كند.

## بازیگران
- محمدعلی فردین
- تقی ظهوری
- هوشنگ بهشتی
- علی آزاد
- مینا
- شهلا ریاحی
- پریسا
- حسن شاهین